# Podgrad (gmina Šentjur)
Podgrad – wieś w Słowenii, w gminie Šentjur. W 2018 roku liczyła 203 mieszkańców.